# روبن پالازلوس
روبن پالازلوس (انگلیسی: Rubén Palazuelos؛ زادهٔ ۱۱ آوریل ۱۹۸۳) بازیکن فوتبال اهل اسپانیا است.
از باشگاه‌هایی که در آن بازی کرده‌است می‌توان به باشگاه فوتبال دپورتیوو آلاوس، باشگاه فوتبال راسینگ سانتاندر، باشگاه فوتبال یئوویل تاون، باشگاه فوتبال هارت آف میدلوتیان، باشگاه فوتبال آریس سالونیک، و باشگاه فوتبال بوتو پلوودیو اشاره کرد.